# Radek Bonk
Radek Bonk (Krnov, 9 gennaio 1976) è un ex hockeista su ghiaccio ceco, prima del 1993 cecoslovacco.

## Carriera

### Club
Bonk nacque in Cecoslovacchia e iniziò a giocare nel campionato giovanile con la maglia del Zlín, squadra con cui esordì nel 1992 in Extraliga. Un anno più tardi si trasferì in Nordamerica con la speranza di giocare nella National Hockey League; appena diciassettenne fu ingaggiato in International Hockey League dai Las Vegas Thunder, squadra con cui si mise subito in luce. Al termine della stagione registrò 42 reti e 45 assist in 76 partite vincendo il Gary F. Longman Memorial Trophy come miglior rookie della lega. Dopo essere stato notato dagli scout della NHL Bonk si ritrovò fra le migliori scelte in vista dell'NHL Entry Draft 1994.
Bonk fu scelto in terza posizione assoluta dagli Ottawa Senators, il primo fra gli attaccanti. A causa del lockout della stagione 1994-95 fece ritorno a Las Vegas prima di poter esordire con Ottawa. Il suo debutto in NHL fu al di sotto delle aspettative, con soli 11 punti in 42 partite disputate. Iniziò a migliorare anno dopo anno, fino a diventare verso la stagione 1999-2000 uno dei centri più forti della lega affiancato dallo slovacco Marián Hossa. In totale giocò 10 stagioni con la maglia dei Senators, ottenendo due convocazioni all'NHL All-Star Game e arrivando alla finale della Stanley Cup nel 2003.
Il giorno dell'NHL Entry Draft 2004 Radek Bonk fu ceduto ai Los Angeles Kings in cambio di una scelta al terzo giro del Draft. Lo stesso giorno passò ai Montreal Canadiens con Cristobal Huet in cambio di Mathieu Garon e una scelta al terzo giro. Nella stagione 2004-05 annullata a causa del lockout Bonk fece ritorno in patria giocando nella Extraliga ceca. Nel luglio del 2007 da free agent firmò un contratto biennale con i Nashville Predators.
Il 22 luglio 2009, dopo oltre 1000 gare in NHL Bonk annunciò di aver firmato un contratto annuale con la Lokomotiv Jaroslavl' per continuare la propria carriera nella Kontinental Hockey League. Dopo sole sette gare della stagione 2009-10 Bonk lasciò Jaroslavl' per tornare in Repubblica Ceca con l'HC Oceláři Třinec. Con l'Oceláři Třinec Bonk vinse il titolo nazionale nella stagione 2010-2011. Il 19 maggio 2014 Bonk annunciò il proprio ritiro dall'attività agonistica.

### Nazionale
Bonk giocò con la Cecoslovacchia Under-20 nella stagione 1992-1993, conquistando la medaglia di bronzo ai mondiali di categoria. Nella stagione 1995-1996 giocò invece con la Repubblica Ceca prendendo parte alla World Cup of Hockey e ai mondiali 1996, conquistando la medaglia d'oro.

## Palmarès

### Club
- Extraliga ceca: 1

Třinec: 2010-2011

### Nazionale
- Campionato mondiale di hockey su ghiaccio: 1

Austria 1996

### Individuale
- NHL All-Star Game: 2

2000, 2001
- Gary F. Longman Memorial Trophy: 1

1993-1994